# The Arockalypse
| Críticas profissionais                                                      | Críticas profissionais |
| Avaliações da crítica                                                       | Avaliações da crítica  |
| Fonte                                                                       | Avaliação              |
| --------------------------------------------------------------------------- | ---------------------- |
| AllMusic                                                                    | [ 1 ]                  |
| Rolling Stone                                                               | [ 2 ]                  |
| Esta tabela precisa de ser acompanhada por texto em prosa. Consulte o guia. |                        |

The Arockalypse é o terceiro álbum de estúdio da banda Lordi, lançado em 10 de março de 2006. Este disco possui cinco singles: "Hard Rock Hallelujah", "Who's Your Daddy?", "Would You Love A Monsterman?", "It Snows In Hell" e "They Only Come Out At Night". Sendo a primeira canção que levou a banda ao concurso Eurovision Festival, que acabaram por ganhar.[carece de fontes?]

## Faixas
| N.º | Título                                       | Duração |  |
| 1.  | "SCG3 Special Report"                        | 3:46    |  |
| 2.  | "Bringing Back the Balls to Rock"            | 3:31    |  |
| 3.  | "The Deadite Girls Gone Wild"                | 3:45    |  |
| 4.  | "The Kids who Wanna Play with the Dead"      | 4:07    |  |
| 5.  | "It Snows In Hell"                           | 3:37    |  |
| 6.  | "Who's Your Daddy?"                          | 3:38    |  |
| 7.  | "Hard Rock Hallelujah"                       | 4:07    |  |
| 8.  | "They Only Come Out at Night"                | 3:49    |  |
| 9.  | "The Chainsaw Buffet"                        | 3:47    |  |
| 10. | "Good to Be Bad"                             | 3:31    |  |
| 11. | "The Night of the Loving Dead"               | 3:09    |  |
| 12. | "Supermonstars (The Anthem Of The Phantoms)" | 4:04    |  |